# Opération Oside
Le 5 décembre 1989, la France lance l'opération Oside à la demande du président par intérim, Saïd Mohamed Djohar, pour assurer le maintien de l'ordre après l'assassinat de son président, Ahmed Abdallah.
Les parachutistes français sont envoyés à Moroni.
Le bâtiment de commandement ravitailleur Marne, de la Marine nationale, comportant l'état-major gérant cette opération, se trouvait au mouillage face aux Comores. L'amiral Bonnot, commandant les Forces maritimes de la zone Océan indien (ALINDIEN) supervisait l'emploi des éléments de la Marine nationale (navires, logistiques, commandos marine...).